# Gustaf von Engeström
Gustaf von Engeström, född 1 augusti 1738 i Lund, död 12 augusti 1813 i Uppsala, var en svensk mineralog och ämbetsman inom bergsindustrin.
Gustaf von Engeström var son till Johan Engeström och Margareta Benzelstierna, och adlades samman med sina syskon för faderns förtjänster år 1751 med namnet von Engeström. Av sex bröder gjorde Gustaf och hans yngste bror Adolph von Engeström karriärer inom bergsindustrin.
Engeström inskrevs 1756 såsom auskultant i Bergskollegium. Under ledning av Georg Brandt och Axel Fredrik Cronstedt studerade han kemi och mineralogi, inhämtade hos den sistnämnde det praktiska av bergshanteringen och företog studieresor till Norge (1760) samt England, Republiken Förenade Nederländerna och Preussen (1764). I London utgav han på engelska en, sedermera till svenska översatt, avhandling: Nyttan af blåsröret i mineralogien. Han anställdes som proberare 1764, befordrades 1768 till myntgardien, blev 1774 assessor i Bergskollegium och 1781 bergsråd.
Engeström ansågs av samtiden såsom en skicklig mineralog. Han fick ett hedrande anbud att träda i rysk tjänst, vilket han dock avböjde av patriotiska skäl. Han blev ledamot av Vetenskapsakademien 1770 och i dess "Handlingar" finns av honom tio mindre uppsatser, alla i kemi och mineralogi, varjämte han efterlämnade ett par presidiital. Åren 1781-84 utgav han första delen av ett större arbete, Laboratorium chymicum. 
Av sin morbror Mattias Benzelstierna ärve von Engeström fideikommisset Vrå i Tibble socken. Sedan von Engeström 1794 erhållit avsked från befattningen som myntgardien levde han i tillbakadragenhet där.
Gustaf von Engeström var gift med Abela Charlotta Lagerbring. Hennes far Sven Lagerbring var en berömd historiker. Svärmodern tillhörde släkten Lagercreutz. En dotter gifte sig till Polen, och en annan med Carl Johan Adlercreutz. Den ende sonen Sven Johan, som var hovintendent, slöt Gustaf von Engeströms gren av ätten.